# Saison 2007-2008 du Raja Club Athletic
Maillots
Chronologie
Saison précédente Saison suivante
La saison 2007-2008 du Raja Club Athletic est la 59e de l'histoire du club depuis sa fondation le 20 mars 1949. Elle fait suite à la saison 2006-2007 dans laquelle le Raja a terminé le championnat en onzième position. 
Au titre de cette saison, le Raja CA est engagé dans trois compétitions officielles: la Botola, la Coupe du Trône, et la Ligue des champions arabes.
Le meilleur buteur de la saison est André Senghor avec 9 buts inscrits toutes compétitions confondues.

## Avant saison

### Matchs amicaux de préparation

#### Arab Summer Cup
L'Arab Summer Cup est un tournoi amical organisé à Nyon en Suisse par le groupe de chaînes télévisées Arab Radio and Television Network (ART).
| Date       | J.      | Adversaire  | Lieu   | Score     | Buteurs | références |
| ---------- | ------- | ----------- | ------ | --------- | ------- | ---------- |
| 13/08/2007 | Match 1 | Al-Hilal FC | Suisse | 1-3       |         |            |
| 15/08/2007 | Match 2 | Al Ain Club | Suisse | 1-1 (3-1) |         |            |
| 17/08/2007 | Match 3 | Koweït SC   | Suisse | 1-1 (4-1) |         |            |

Le Raja a remporter le tournoi auquel ont participé Al-Hilal FC de l’Arabie Saoudite, Al Ain Club des Émirats arabes unis et le Koweït SC du Koweït. 

## Botola
| Date          | No. | Adversaire     | Lieu | Résultat | Buteurs                                                   | Passeurs            | Rapport             |
| MATCHS ALLER  |     |                |      |          |                                                           |                     |                     |
| 22/09/2007    | 1   | OCK Khouribga  | Ext. | 1 - 1    | Abdellah Jlaidi 80e                                       |                     |                     |
| 06/10/2007    | 3   | JSM El Massira | Ext. | 1 - 0    |                                                           |                     |                     |
| 16/10/2007    | 2   | MAT Tétouan    | Dom. | 1 - 1    | Pape Ciré Dia 15e                                         | Abdellah Jlaidi 15e |                     |
| 4/11/2007     | 4   | IZK Khémisset  | Dom. | 0 - 0    |                                                           |                     |                     |
| 10/11/2007    | 6   | FAR Rabat      | Dom. | 1 - 1    | Hassan Tair 24e                                           |                     | [ Rapport match 1 ] |
| 24/11/2007    | 8   | WAC Casablanca | Dom. | 2 - 0    | Abdellah Jlaidi 41e Abdessamad Ouhaki 45e                 | Abdellah Jlaidi 45e | [ Rapport match 2 ] |
| 2/12/2007     | 9   | KAC Kénitra    | Ext. | 1 - 0    |                                                           |                     |                     |
| 5/12/2007     | 5   | OCS Safi       | Ext. | 0 - 1    | Abdellah Jlaidi 56e                                       |                     |                     |
| 9/12/2007     | 10  | HUSA Agadir    | Dom. | 1 - 0    | Hicham El Amrani 73e (pen.)                               |                     |                     |
| 19/12/2007    | 7   | MAS Fès        | Ext. | 1 - 2    | Abdelali Essamlali 6e Abdellah Jlaidi 30e                 |                     |                     |
| 30/12/2007    | 12  | DHJ El Jadida  | Dom. | 1 - 0    | Abdessamad Ouhaki 11e                                     |                     |                     |
| 5/01/2008     | 13  | KACM Marrakech | Ext. | 1 - 0    |                                                           |                     |                     |
| 9/01/2008     | 11  | FUS Rabat      | Ext. | 0 - 1    | Abderrahim Chkilit 32e                                    |                     |                     |
| 13/01/2008    | 14  | CODM Meknès    | Dom. | 2 - 0    | André Senghor 51e 85e                                     | Ciré Dia 85e        |                     |
| 20/01/2008    | 15  | MCO Oujda      | Ext. | 1 - 1    | André Senghor 45e                                         |                     |                     |
| MATCHS RETOUR |     |                |      |          |                                                           |                     |                     |
| 27/01/2008    | 16  | OCK Khouribga  | Dom. | 0 - 0    |                                                           |                     |                     |
| 3/02/2008     | 17  | MAT Tétouan    | Ext. | 0 - 0    |                                                           |                     |                     |
| 10/02/2008    | 18  | JSM El Massira | Dom. | 3 - 0    | Abdellah Jlaidi 6e (pen.) Pape Ciré Dia 11e 56e           | Abdellah Jlaidi 56e |                     |
| 16/02/2008    | 19  | IZK Khémisset  | Ext. | 2 - 1    | André Senghor 40e                                         |                     |                     |
| 24/02/2008    | 20  | OCS Safi       | Dom. | 1 - 1    | Omar Nejjary 76e                                          |                     |                     |
| 16/03/2008    | 22  | MAS Fès        | Dom. | 2 - 1    | Abdellah Jlaidi 10e (pen.) Mourad Ayni 90e                |                     |                     |
| 23/03/2008    | 23  | WAC Casablanca | Ext. | 0 - 1    | André Senghor 45e                                         |                     |                     |
| 30/03/2008    | 24  | KAC Kénitra    | Dom. | 2 - 2    | Pape Ciré Dia Abdellah Jlaidi                             | Pape Ciré Dia       |                     |
| 9/04/2008     | 21  | FAR Rabat      | Ext. | 0 - 0    |                                                           |                     |                     |
| 13/04/2008    | 25  | HUSA Agadir    | Ext. | 2 - 0    |                                                           |                     |                     |
| 18/04/2008    | 26  | FUS Rabat      | Dom. | 0 - 1    | Hassan Tair 32e                                           |                     |                     |
| 27/04/2008    | 27  | DHJ El Jadida  | Ext. | 4 - 3    | André Senghor 4e 19e Mohsine Moutouali 11e                |                     |                     |
| 6/05/2008     | 28  | KACM Marrakech | Dom. | 1 - 1    | Pape Ciré Dia                                             |                     |                     |
| 4/06/2008     | 29  | CODM Meknès    | Ext. | 0 - 0    |                                                           |                     |                     |
| 8/06/2008     | 30  | MCO Oujda      | Dom. | 3 - 2    | André Senghor 1re Mohsine Moutouali Abdessamad Ouhaki 85e |                     |                     |

## Coupe du Trône
| Date       | J.              | Adversaire     | Lieu                        | Score          | Buteurs                                             | Passeurs     |
| ---------- | --------------- | -------------- | --------------------------- | -------------- | --------------------------------------------------- | ------------ |
| 01/03/2008 | 1/16e Finale    | OCS Safi       | Stade Mohamed V, Casablanca | 3-3 ( 4-2 tab) | Tahar Doghmi 45e Ciré Dia 61e Hicham El Amrani 118e | Ciré Dia 45e |
| 05/04/2008 | 1/8 finale      | KACM Marrakech | Stade Mohamed V, Casablanca | 2-1            | Omar Nejjary 90e Mohsine Moutouali 100e             | Ciré Dia 90e |
| 10/05/2008 | Quart de finale | MAT Tétouan    | Stade Saniat-Rmel, Tétouan  | 1-0            | -                                                   | -            |

## Ligue des champions arabes
Le Raja se qualifie pour le deuxième tour de la Ligue des champions arabes, après le forfait du club palestinien du Shabab Rafah, qu'il devait affronter à Rabat, pour le compte du premier tour. L'Union Arabe de football (UAFA) explique sur son site internet que le Shabab Rafah a déclaré forfait après le refus des autorités israéliennes de délivrer les autorisations de voyage aux membres de la délégation du club palestinien.
| Date       | Tour              | Adversaire    | Lieu                                                                         | Score                                                                        | Buteurs                                                                      |
| ---------- | ----------------- | ------------- | ---------------------------------------------------------------------------- | ---------------------------------------------------------------------------- | ---------------------------------------------------------------------------- |
| 28/09/2007 | Tour préliminaire | Shabab Rafah  | Forfait - Le match est annulé en raison des agressions de l'entité sioniste. | Forfait - Le match est annulé en raison des agressions de l'entité sioniste. | Forfait - Le match est annulé en raison des agressions de l'entité sioniste. |
| 02/10/2007 | Tour préliminaire | Shabab Rafah  | Forfait - Le match est annulé en raison des agressions de l'entité sioniste. | Forfait - Le match est annulé en raison des agressions de l'entité sioniste. | Forfait - Le match est annulé en raison des agressions de l'entité sioniste. |
| 25/10/2007 | 1/16 (Aller)      | Al-Merrikh SC | Stade Al Merrikh, Omdourman                                                  | 2-2                                                                          | Hicham El Amrani 10e Khalid Sbai 23e                                         |
| 17/11/2007 | 1/16 (Retour)     | Al-Merrikh SC | Stade Moulay-Abdallah, Rabat                                                 | 3-1                                                                          | Abdellah Jlaidi 14e Hicham El Amrani 80e (pen.) Abdessamad Ouhaki 90+1e      |

### Phase de groupes
| Date       | J.      | Adversaire    | Lieu                               | Score | Buteurs           |
| ---------- | ------- | ------------- | ---------------------------------- | ----- | ----------------- |
| 28/11/2007 | Match 1 | Al-Faisaly    | Stade Mohamed V, Casablanca        | 0-0   |                   |
| 13/12/2007 | Match 2 | ES Sétif      | Stade 8 Mai, Sétif                 | 2-0   |                   |
| 25/12/2007 | Match 3 | Al Majd Damas | Stade des Abbassides, Damas        | 1-1   | Mourad Ainy 90+3e |
| 20/02/2008 | Match 4 | ES Sétif      | Stade Mohamed V, Casablanca        | 1-0   | André Senghor 60e |
| 05/03/2008 | Match 5 | Al Majd Damas | Stade Mohamed V, Casablanca        | 0-0   |                   |
| 02/03/2008 | Match 6 | Al-Faisaly    | Stade international d'Amman, Amman | 1-1   | Pape Ciré Dia 13e |

| Rang | Équipe        | Pts | J | G | N | P | Bp | Bc | Diff |  | Résultats (▼ dom., ► ext.) |     |     |     |     |
| ---- | ------------- | --- | - | - | - | - | -- | -- | ---- |  | -------------------------- | --- | --- | --- | --- |
| 1    | ES Sétif      | 11  | 6 | 3 | 2 | 1 | 10 | 4  | +6   |  | ES Sétif                   |     | 2-1 | 2-0 | 1-1 |
| 2    | Al-Faisaly    | 9   | 6 | 2 | 3 | 1 | 9  | 7  | +2   |  | Al-Faisaly                 | 1-1 |     | 1-1 | 3-1 |
| 3    | Raja CA       | 7   | 6 | 1 | 4 | 1 | 3  | 4  | -1   |  | Raja CA                    | 1-0 | 0-0 |     | 0-0 |
| 4    | Al Majd Damas | 3   | 6 | 0 | 3 | 3 | 5  | 12 | -7   |  | Al Majd Damas              | 0-4 | 2-3 | 1-1 |     |

## Statistiques

### Statistiques des buteurs
| Place   | Nom                | Botola | Coupe du Trône | Ligue des Champions Arabes 2007-2008 | TOTAL des buts |
| 1       | André Senghor      | 8      | -              | 1                                    | 9              |
| 2       | Abdellah Jlaidi    | 7      | -              | 1                                    | 8              |
| 3       | Ciré Dia           | 5      | 1              | 1                                    | 7              |
| 4       | Hicham El Amrani   | 1      | 1              | 2                                    | 4              |
| 4       | Abdessamad Ouhaki  | 3      | -              | 1                                    | 4              |
| 6       | Mohsine Moutouali  | 2      | 1              | -                                    | 3              |
| 7       | Hassan Tair        | 2      | -              | -                                    | 2              |
| 7       | Omar Nejjary       | 1      | 1              | -                                    | 2              |
| 7       | Mourad Ayni        | 1      | -              | 1                                    | 2              |
| 10      | Abderrahim Chkilit | 1      | -              | -                                    | 1              |
| 10      | Abdelali Essamlali | 1      | -              | -                                    | 1              |
| 10      | Tahar Doghmi       | -      | 1              | -                                    | 1              |
| 10      | Khalid Sbai        | -      | -              | 1                                    | 1              |
| Détails | 13 buteurs Raja    | 32     | 5              | 8                                    | 45             |